# Нове Борове
Нове Борове (пол. Nowe Borowe, нім. Neu Borowen) — село в Польщі, у гміні Єдвабно Щиценського повіту Вармінсько-Мазурського воєводства.
Населення — 27 осіб (2011).
У 1975-1998 роках село належало до Ольштинського воєводства.

## Демографія
Демографічна структура станом на 31 березня 2011 року:
|          | Загалом | Допрацездатний вік | Працездатний вік | Постпрацездатний вік |
| -------- | ------- | ------------------ | ---------------- | -------------------- |
| Чоловіки | 14      | 1                  | 12               | 1                    |
| Жінки    | 13      | 2                  | 9                | 2                    |
| Разом    | 27      | 3                  | 21               | 3                    |